# Saint-Marin au Concours Eurovision de la chanson junior
Saint-Marin participe au Concours Eurovision de la chanson junior depuis sa onzième édition. Étant donné la faible population du pays, SMRTV peut choisir un représentant originaire de Saint-Marin ou exceptionnellement d'Italie à la suite d'une autorisation de l'UER.

## Participation
En 2011, Saint-Marin tente de participer à la 9e édition du concours qui se tenait à Erevan en Arménie. Cependant, San Marino RTV (SMRTV), membre de l'Union européenne de radio-télévision, se retire avant le concours car le diffuseur n'a pas trouvé de représentant dans les temps,.
En 2013, le pays participe pour la première fois au concours qui a lieu à Kiev en Ukraine. Cette participation est annoncée le 25 octobre 2013 par le radiodiffuseur public de Saint-Marin SMRTV ,.
En juillet 2016, après trois participations, SMRTV annonce son retrait du concours,.
Le 3 septembre 2024, après 8 ans d'absence et alors qu'il avait initialement annoncé ne pas y participer, SMRTV annonce la participation de Saint-Marin à l'Eurovision Junior 2024.

## Représentants
| Année                       | Artiste           | Titre                   | Langue           | Traduction en français        | Place | Points |
| --------------------------- | ----------------- | ----------------------- | ---------------- | ----------------------------- | ----- | ------ |
| 2013                        | Michele Perniola  | O-o-o sole intorno a me | Italien          | O-o-o Le soleil autour de moi | 10    | 42     |
| 2014                        | The Peppermints   | Breaking My Heart       | Italien, anglais | Briser mon cœur               | 15    | 21     |
| 2015                        | Kamilla Ismailova | Mirror                  | Italien, anglais | Miroir                        | 13    | 36     |
| Retrait entre 2016 et 2023. |                   |                         |                  |                               |       |        |
| 2024                        | Idols SM          | Come noi                | Italien          | Comme nous                    | 17    | 47     |
| 2025                        |                   |                         |                  |                               |       |        |

- Première place
- Deuxième place
- Troisième place
- Dernière place

## Galerie

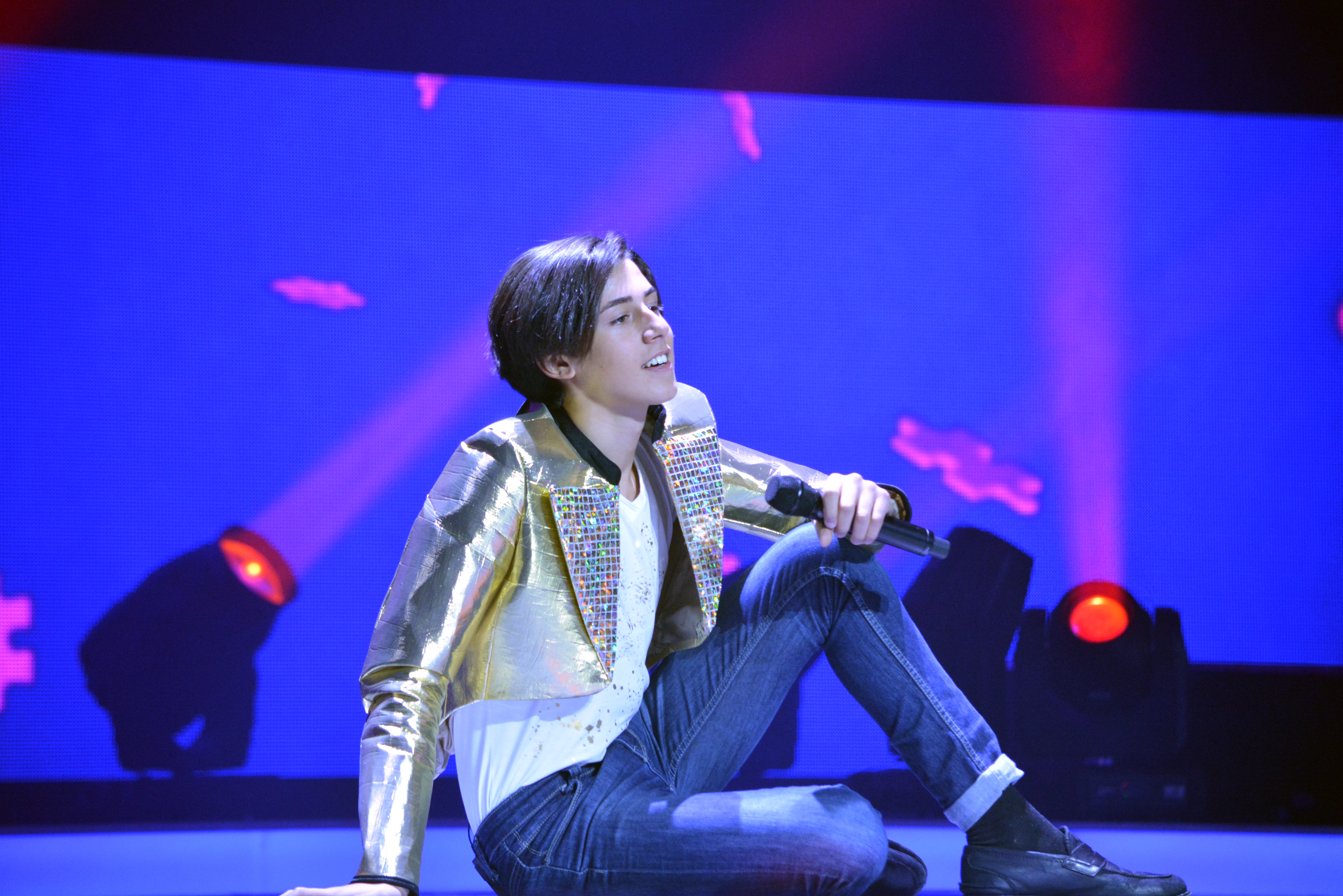
Michele Perniola à Kiev (2013)
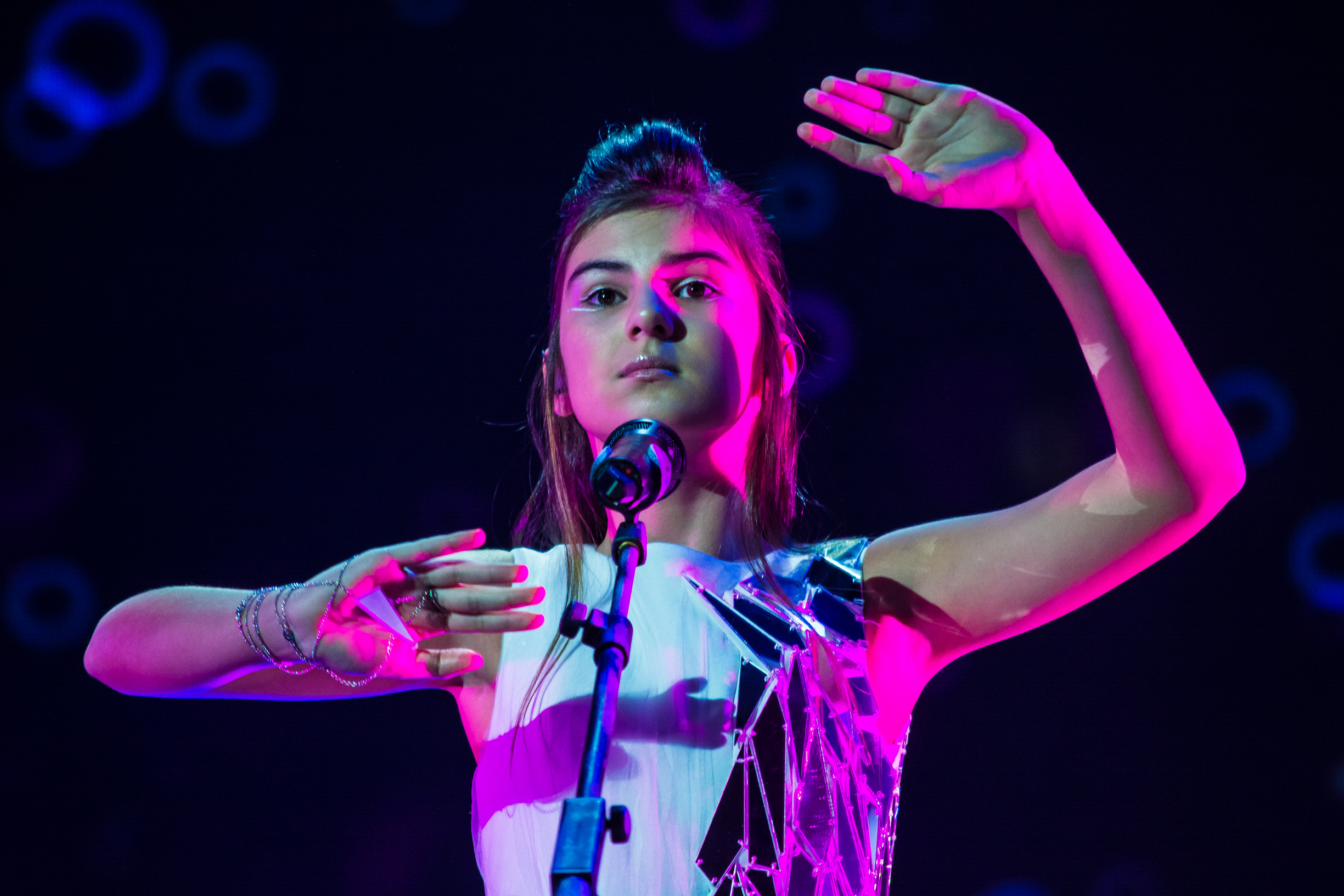
Kamilla Ismailova à Sofia (2015)

## Historique de vote
Depuis 2013, Saint-Marin a attribué le plus de points à :
| Rang | Pays    | Points |
| ---- | ------- | ------ |
| 1    | Géorgie | 22     |
| 2    | Ukraine | 20     |
| 3    | Malte   | 18     |
| 4    | Espagne | 8      |
| -    | Russie  | 8      |

Depuis 2013, Saint-Marin a reçu le plus de points de la part de :
| Rang | Pays                | Points |
| ---- | ------------------- | ------ |
| 1    | Jury des enfants    | 5      |
| 2    | Arménie Russie      | 4      |
| 4    | Biélorussie Géorgie | 3      |